# Luke Jackson (basket-ball)
Pour les articles homonymes, voir Luke Jackson et Jackson.
Ne doit pas être confondu avec Lucious Jackson.
Luke Jackson, né le 6 novembre 1981 à Eugene (Oregon), aux États-Unis, est un joueur américain de basket-ball. Il évolue au poste d'ailier.